# ST-AT/U
ST-AT/U – włoski nożowy ustawiacz min przeznaczony do ustawiania min przeciwpancernych SB-MV/T, SB-MV/1 i SB-MV/2. Jest to jednoosiowa przyczepa, która może być holowana przez samochód lub transporter opancerzony. W trakcie minowania ustawiacz holowany jest z prędkością -2-8 km/h i ustawia miny w odstępach 2-10 m.